# Парри, Эдвард Эбботт
Э́двард Э́бботт Па́рри (англ. Edward Abbott Parry, 2 октября 1863 — 1 декабря 1943) — судья, драматург и писатель.
Автор детских книг, романист, эссеист, биограф, публиковавший рассказы и статьи, редактор писем Дороти Осборн, чьи работы все ещё не получили заслуженного признания.
Эдварт Эббот Парри родился 2 октября 1863 года. Его отцом был Сержант  Джон Хамфрейз Парри (Serjeant John Humffreys Parry). До того, как Сержант Парри приступил к своей юридической профессии, он работал ассистентом библиотекаря в Британском Музее. В те дни, когда каталог Британского Музея (сейчас Британской Библиотеки) не печатался, Сержант Парри вносил записи от руки. Одним из дядей Эдварда был Доктор Эдвин Эбботт Эбботт, который в дополнение к богословским работам написал математическую фантастику «Флатландия» 

## Начало литературной деятельности
Первая работа Эдварда Эббота «Жизнь королевы Елизаветы» («Life of Queen Elizabeth») была издана, когда ему исполнилось всего девять лет. С этого момента он был убежден, что в один прекрасный день он станет писателем. Он представил «Жизнь королевы Елизаветы» на соревновании в журнале «Little Folks» и хотя Эдвард не победил, его работа удостоилась высоких оценок. Отец Парри предпринял все возможные меры, чтобы рассказ был неофициально опубликован.
Родители Парри умерли в 1880 году с интервалом в двадцать четыре часа. Вынужденный кое-как перебиваться, предоставленный в распоряжение самому себе, Парри был не уверен какого направления должна придерживаться его карьера. Осенью 1880 года он начал учиться в Школе Слэйда (Slade School). На следующий год он был помолвлен с Хелен Харт (Helen Hart) и решил, что нуждается в профессии, которая приносила бы ему денег. Он выбрал Бар, поскольку не знал куда ещё можно пойти.
Парри позвонил в Бар 26 Января 1885 года. В том году больше денег он заработал рассказами в журналах (несколько были опубликованы в «Cornhill», для которого он писал много лет) и статьями, чем на своей законной работе. В 1885 Парри также опубликовал буклет Либеральной Партии в 15000 слов — «Правительство Глэдстоуна» («Gladstone Government»). Благодаря этой работе, Парри получил псевдоним «Тейфельсдрек Младший», имя, позаимствованное у Диогена Тейфельсдрека из «Sartor Resartus’а» Томаса Карлейля.

## Письма Дороти Осборн
В том же 1885 году Парри начал трудиться над самой известной своей работой — редакцией писем Дороти Осборн. Дороти Осборн  регулярно писала Уильяму Темплу  с 1652 года до самой их женитьбы (которая откладывалась из-за вражды семей) в 1654 году.
Парри купил за несколько шиллингов в Холборне «Мемуары жизни, работы и переписки сэра Уильяма Темпла», написанные в 1836 году Томасом Перегрином Кортни (Thomas Peregrine Courtenay) — два тома, переплетенные в чистой зелёной обертке с жёлтым заплесневелым корешком. Сорок два письма от Дороти Осборн были напечатаны в современной обработке в приложении ко второму тому. Дороти Осборн казалась Парри величайшей английской писательницей писем. Письма предоставляли возможность заглянуть поглубже в жизнь семнадцатого века. Он был удивлен, что письма целиком никогда не были опубликованы, единственную связь с ними ему удалось найти из рецензии на труды Кортни в Эссе Лорда Макайлея (Lord Macaulay) о Сэре Уильяме Темпле, написанным в 1838 году. Парри хотел связаться с владельцем писем, имея намерение издать их, но решил, что это будет расценено, как «дерзкая выходка» со стороны безызвестного писателя, коим он собственно и являлся.
В конце 1885 года Парри начал писать статью о Дороти Осборн, собирая информацию из фрагментов писем в редакции от Кортни. Парри писал статью, как если бы он обнаружил эти письма в библиотеке мифического дядюшки. Статья была принята редактором «The English Illustrated Magazine» Джозефом Уильямом Коминсом Карром и опубликована в апреле 1886 года. Статью прочитала Миссис Сара Роуз Лонж (Mrs Sara Rose Longe) — невестка владельца писем — священника Роберта Лонжа (Reverend Robert Longe). Миссис Лонж связалась с Парри и предоставила ему копии писем, которые она сняла с оригиналов. Эдвард не получил доступа к оригиналам, поскольку их владелец был человеком преклонного возраста и не желал видеть Парри в собственном доме на неопределённые периоды времени, и также он не был бы рад одолжить оригиналы незнакомцу. Парри работал над письмами с лета 1886 до конца 1888, переводя тексты на современный английский, упорядочивая их (многие не были датированы), он писал обширные заметки, предисловие, алфавитный указатель. Книга была забракована «Macmillans» и «Smith Elder». В конечном счёте книгу приняли «Griffith Farren & Okeden», не включив семь писем, как не представляющих должного интереса. «Письма Дороти Осборн к Сэру Уильяму Темплу» («Letters from Dorothy Osborne to Sir William Temple»), изданные Эдвардом Эббаттом Парри, были опубликованы в апреле 1888 года.
В 1891 году, Британский Музей приобрел оригиналы писем у семьи Лонж. Семь писем, пропущенных при издательстве, остались во владении семьи Лонж. Парри включил их при повторном издании в 1903 году; текст Парри был сверен с оригиналом и добавлен в этом издании. Это издание содержит новое расположение писем и новый подход к их датированию.
Незадолго до публикации издания Парри в 1903 году, другая версия писем была опубликована Александром Морином (Alexander Moring) и Израэлем Голлансом (Israel Gollancz) как «Королевская классика» («King’s Classic»). Это издание повторяло многие ошибки, встречающиеся в ранее опубликованном издании Эдварда (которое Парри отозвал из продажи). Парри предъявил обоснованную претензию о нарушении авторских прав (о которых он написал в 1903 году). В 1928 издательство Оксфордского университета попросило Парри помочь им выпустить издание с оригинальной орфографией, подготовленное Профессором Муром Смитом (Professor Moore Smith).

## Работа адвокатом
Жизнь Парри как адвоката в Лондоне не отнимала много времени, и он мог писать. Скука от недостатка работы видимо и легла в основу его переезда в Манчестер в 1886 году. В первые дни в Манчестере он не был занят и посвящал себя работе над письмами Дороти Осборн в своем кабинете. В Манчестере Эдвард знакомится с редактором «Manchester Guardian» — Скоттом и двумя дочерьми миссис Гаскел.
Одним из судей перед которым предстал Парри будучи адвокатом был Том Хьюджес (Tom Hughes), автор книги «Школьные дни Тома Брауна» («Tom Brown’s Schooldays»). Книга описывала Регби под руководством Доктора Арнольда. Это был Арнольд (W. T. Arnold), внук Доктора Арнольда и ассистент руководителя в издательстве «Manchester Guardian», предоставивший Парри в своё время возможность проявить себя в журналистике. Летом 1886 года Парри, его жена, богемный дружок и черно-коричневый терьер отправились в путешествие на лодке по Сене. Компоновка поездки чем-то напоминала «Трое в лодке, не считая собаки» Джерома К. Джерома 1889 года.
Пари написал статью о путешествии и опубликовал её в «Pall Mall Gazette» в октябре 1886 года, практически анонимно, за исключением подписи из одной заглавной буквы «П». Вскоре после этого Парри встретился с Арнольдом на ужине в доме Скотта, и они обсудили его поездку во Францию. Арнольд читал статью об этой поездке в «Pall Mall Gazette» и, узнав в Эдварде её автора, пригласил Парри писать для «Manchester Guardian».

## Работа судьёй
Объём работы Парри вскоре увеличился — он упоминал, что за четыре дня подряд находился по делам во Флитвуде, Гулле, Лондоне и Манчестере, что заметно сказалось на его здоровье. В 1894 году Парри назначили судьей в Манчестере, где он заполучил репутацию человека, стремительно вершившего дела. Такое продвижение способствовало появлению свободного времени для писательства.
26 июля 1898 года в Парри стреляли в здании суда. Парень, что потерял своё судебное дело, открыл пальбу, попав при этом Эдварду в голову. Парри был не в состоянии выходить на работу несколько месяцев. Его просвечивали рентгеновскими лучами в дни появления рентгеновских лучей (их открыл в 1895 Рентген). Не считая этого инцидента, Парри казался довольным своей жизнью судьи в Манчестере. Он описал штат сотрудников суда, как «счастливое семейство» и верил, что их Суд был единственным в своем роде судом с командой по крикету.

## Литературное творчество

### Книги для детей
Самые трогательные работы Парри — детские книги, написанные изначально для его собственных детей в 1890-х — начале 1900 годов. Книги хорошо иллюстрированы и содержат черты семьи Парри, и что-то в них есть такое, что напоминает атмосферу, царившую в Викторианских семьях. После болезни в 1894 году Парри отправился в Харрогейт выздоравливать. Он пробыл там неделю, может с десяток дней, но за время своего тамошнего пребывания он написал для своих детей «Катавампуса»!!

...и когда я привез книгу и прочитал её детям, им очень понравилось, и время от времени мы выдумывали новые рифмы, и подчас получалось усовершенствовать написанное. Но особенной редакции в содержание не вносилось, так как дети, услышав раз историю в определённом ключе, протестовали против её изменения или дополнения. Поскольку пожилые леди также высказали желание читать книгу самостоятельно, она была напечатана и переплетена в томик, но идея издать её не зародилась у меня в голове.

Парри работал над изданием Франциса Осборна «Совет сыну» (Francis Osborne «Advice to a Son»), и послал рукопись Альфреду Натту, главе издательской фирмы Дэвида Натта. В переписке Натт упомянул о том, что не против рассмотреть для издания детскую сказку. Парри незамедлительно послал ему «Катавампуса», которого Натт и согласился издать, и назначил Арчи Макгрегора (Archie Macgregor) иллюстрировать книгу. Макгрегор посетил Парри, и некоторые иллюстрации выполнил, представляя на картинках семью Эдварда. «Катавампус» посвящён «тем добропорядочным и благонравным детям: Хелен, Дороти, Джоан и Хамфрейз».
«Катавампус» — детская вспышка раздражительности, от которой дети излечиваются с помощью Краба и Пещерного человека, который также появляется вместе с детьми Ольгой, Молли, Томакин и Кейт в «Баттерскотии» ("Butterscotia: 1896) и «Первой Книге Краба» («The First Book of Krab»: 1897). «Katawampus Kanticles» в 1896 был положен на музыку Сэра Бриджа (Sir J. F. Bridge), и в 1901 году появился музыкальный спектакль Парри и Льюиса Калверта (Louis Calvert) — «Катавампус», исполненный в Лондоне. Другие работы Парри для детей, это: «Скарлет Херринг и другие истории» («The Scarlet Herring and other stories»: 1899); «Дон Кихот из Манчи» («Don Quixote of the Mancha»: 1900); «Книга Стихов Патера» («Pater’s Book of Rhymes»: 1902); и «Рискованное Золото» ("Gamble Gold " : 1907). После того, как его дети выросли, Эдвард перестал писать детские книги.

### Пьесы
Парри являлся в своем роде плодовитым драматургом. Драматург Льюис Калверт был другом семьи и советовал Эдварду написать пьесу. Парри интересовался театром со времен кукольных представлений из его детства. Обратившись к своим старым интересам, в качестве темы для пьесы он выбрал Королеву Елизавету. Парри написал оригинальный сценарий «Елизавета Англии» («England’s Elizabeth»).

…мой гадкий утенок обернулся хорошенько выдрессированным лебедем с участием Льюиса Калверта.

Спектакль был дан один раз в 1901 году. Парри повторно использовал материал в новелле «Елизавета Англии». Ещё одна новелла — «Бернингтон; или, две сотни лет спустя» («Berrington; or, Two Hundred Years ago»: 1928), тоже основывалась на историческом сюжете.
Многие из пьес Эдварда Эбботта никогда не были изданы. Самой успешной пьесой можно считать пьесу «То, что видел дворецкий» («What the Butler Saw»), написанную вместе с Фредом Мулиотом (Fred Mouillot) и исполненную в 1905 году. «Капитан Школы» («The Captain of the School») вышел на сцену в Манчестере в 1910 с юной дочерью Парри в роли героини Роды Макинтай.
Мулиот умер в 1911 году. У Парри было много идей по поводу новых сценариев к пьесам, однако сердцем он чувствовал, что не может продолжать это дело после смерти своего близкого друга Мулиота.
В 1911 году Парри  стал судьей Суда Ламбефа и переехал в Севеноакс. Он отправился туда по личным, семейным причинам, и вовсе не из-за прибавки к жалованию.

### Эссе
Многие годы Эдвард Эбботт писал драматургическую критику и рецензии на новые произведения и другие сюжеты для «Manchester Guardian». Несколько эссе были написаны для Cornhill (в одно время изданные Риджинальдом Смиттом), и именно Риджинальд Смит настоял на сведении этих рукописей воедино. Результатом стало «Освобождение от наказания» («Judgments in Vacation» 1911). Помимо Cornhill кусочки были собраны от Fortnightly Review, The Manchester Guardian, The Contemporary Review, The Pall Mall Magazine, and The Rapid Review. Это не была юридическая книга, однако многие части отражали интересы самого Парри. Название говорит о том, что у Парри  представлялась возможность писать во время заседаний суда. Книга также содержала в себе историю о Дороти Осборн, переиздание с дополнениями, опубликованное ещё в Апреле 1886 года. «Что видит судья» («What the Judge Saw») также напечатали по предложению Реджинальда Смита (Reginald Smith). Произведение содержит серию статей, написанных Парри «Ежедневных записей» («Daily Dispatch») о своем опыте, приобретенном за время пребывания в Манчестере.
Риджинальд Смит умер в 1916 году, и Парри начал искать другого публициста для своего нового собрания эссе. Мистер Фишер (Mr. Fisher Unwin), услышал об этом, и предложил разделить эссе на две книги. Они были опубликованы в изданиях «Что думает судья» («What the Judge Thought») и  «The Seven Lamps of Advocacy». Парри написал серию пробных статей для «Еженедельных записей» («Weekly Dispatch»), опубликованных Фишером в «Трагедии Закона» («The Drama of the Law»).

### Исторические работы
Увлечения историей и театром нашли себе применение в книге Парри «Жизнь Маклина» («Life of Macklin»), опубликованной в 1891 году, которую его попросили написать после успеха писем Дороти Осборн. Другие работы отражают его интерес к истории:  «Тайна Овербуре» («The Overbury Mystery») о Сэре Томасе Овербуре (Sir Thomas Overbury); «Бродяги: истории жизней знаменитых мошенников, мерзавцев и живописных преступников» («Vagabonds All, a series of lives of eminent rogues and vagabonds and picturesque misdemeanants»); «Королева Кэролин» («Queen Caroline»); «Гонения Марии Стюарт» («The Persecution of Mary Stewart»); и «Кровавые судебные разбирательства» («The Bloody Assize»).
В мае 1927 года Парри ушёл на пенсию с должности судьи и вскоре получил рыцарское звание. После своей отставки Парри опубликовал «Касательно многих вещей» («Concerning Many Things»: 1929); «Королева Кэролин» («Queen Caroline»: 1930); два гостиничных буклета для серии, печатанной Ассоциацией «True Temperance» в 1930 году; «Гонение Марии Стюарт» («The Persecution of Mary Stewart»: 1931); и в конце концов свою биографию в 1932 году под названием «Мой путь» («My Own Way»).
Парри посчастливилось иметь друзей, которые могли помогать ему с его увлечениям: Калверт и Муилот с пьесами; Шеррат и Хьюджес и Реджинальд Смит с публикацией книг; и Эдвард Хилтон с публикацией статей.
Сэр Эдвард Эббот Парри умер 1 декабря 1943 года. Он всегда расценивал своё увлечение писательством как  «сверхурочные часы». В «Что сказал судья» Парри писал:

Я честно могу сказать, что когда я заканчивал мою последнюю страницу, и мое время истекало, лучшими моментами для меня оказывались мои «сверхурочные часы».